# Papá se enfada por todo
Papá se enfada por todo es una obra de teatro en dos actos de Alfonso Paso, estrenada en el Teatro Reina Victoria, de Madrid, el 11 de febrero de 1959. 

## Argumento
La obra se centra en el personaje de Daniel, un hombre maduro que a toda costa tiene como principio de vida mantener sus valores y ser intransigente con el libertinaje que prodigan especialmente las nuevas generaciones. Así lo manifiesta en el monólogo que integra el primer acto. En el segundo, se enfrentará a la dura realidad de un hijo y una hija que representan todo lo contrario a los ideales en los que él cree.

## Representaciones destacadas
- Teatro (estreno, en 1959). Intérpretes: Rafael Rivelles, Amparo Martí, Francisco Pierrá, Lolita Crespo, Enrique Closas, Carmen López Lagar, Concha Campos, Amalia Albaladejo, Luis Casal.

- Televisión (Estudio 1, TVE, 1973). Intérpretes: Rafael Alonso, Florinda Chico, Luis Barbero, Nela Conjiu, Carmen Martínez Sierra, María Luisa San José, Pedro Valentín, Ramón Pons, Margarita Calahorra y Pilar Bardem.